# 시바타 가쓰이에
시바타 가쓰이에(일본어: 柴田 勝家, 1522년 ~ 1583년)는 센고쿠 시대, 아즈치모모야마 시대의 무장이다.
별칭은 '병깨기 시바타'로, 오다 노부나가 세력 중 최강의 맹장으로 명성을 날렸다. 오다 노부나가로부터 호쿠리쿠 지방에 대한 토벌을 명받고 이에 대한 모든 지휘권을 일임받았다. 혼노지의 변 이후 하시바 히데요시와 주도권 쟁탈전을 벌였으나 패배하여 하시바 히데요시에 의해 자신의 거성 기타노쇼 성에서 아내 오이치노 가타와 함께 자결한다.